# AS-202

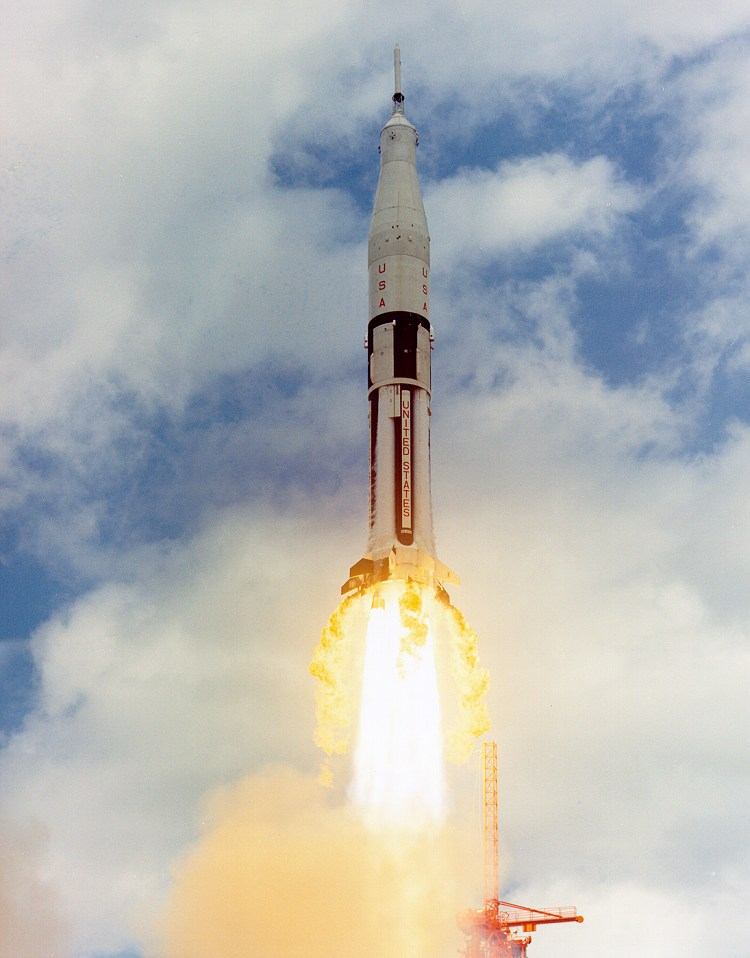
AS-202의 발사

AS-202는 SA-202라고도 불리며, 미국의 아폴로 계획에 의하여 세 번째로 행해진 새턴 IB 로켓의 발사 실험이다. 비공식적으로 아폴로 2호로 불리기도 했다. 또 역시 비공식적이나 아폴로 3호라 불리기도 한다.

## 목적
AS-202는 새턴 IB 로켓의 3번째 시험 비행이며, 한층 더 사령선을 이전의 AS-201보다 더 오래 비행을 지속시켜 고고도로부터 대기권에 재돌입시켜, 열가림판에 1평방미터 당 260 MJ의 압력을 가해 내구성을 시험하는 목적을 가지고 있었다. 또 이 실험에서는 기계선의 엔진을 4회로 나누어 분사했다. 연료 전지도 이 비행에서 처음으로 사용되었다.

## 비행
새턴 IB 로켓의 마지막 시험 비행이 되는 AS-202는 1966년 8월 25일 17:15:32 UTC에, 케네디 우주 센터 LC-34 발사대로부터 발사되었다. 제 1단 로켓은 2분 동안 반연소해, 발사대로부터의 거리 56 km의 지점까지 상승했다. 제 2단 로켓은 7분 동안 반연소해, 우주선을 고도 216 km의 탄도 궤도에 올려놓았다.
그 후, 기계선은 원래 계획대로 4회로 나누어 주엔진을 분사했다. 1회째는 제 2단을 떼어내고 나서 2초 다음에, 3분 35초간에 걸쳐서 행해졌다. 거기에 따라 우주선은 고도 1,128.6 km에까지 도달했다. 25초 후, 2번째의 분사가 1분 28초간 행해졌다. 한층 더, 급속한 점화 능력을 시험하기 위해서 3초간의 분사가 10초의 간격을 두어 2회 행해졌다.
사령선은 초속 8,900 m로 대기권에 재돌입했다. 처음은 고도 122,000 m로부터 66,000 m까지 단번에 강하했고, 거기서 일단 대기층으로 다시 상승해 고도 81,000 m까지 재상승했다. 이 운동에 의해, 속도는 초속 7,600 m까지 감소했다. 그 다음은 서서히 속도를 떨어뜨려, 고도 7,250 m에서 낙하산이 전개했다. 착수점은 예정보다 370 km 정도 어긋났기 때문에, 회수 항공모함 호넷(USS Hornet)이 회수하러 올 때까지 8시간 반이나 걸려 버렸다.
이때 사용된 사령선은, 현재는 캘리포니아주 아라메다의 박물관에 전시되고 있다.